# Jacek Granat
Jacek Granat (Varsó, 1966. február 22. –) lengyel nemzetközi labdarúgó-játékvezető.

## Pályafutása

### Nemzeti játékvezetés
1986-ban lett az I. Liga játékvezetője. Az aktív nemzeti játékvezetéstől 2008-ban vonult vissza. Első ligás mérkőzéseinek száma: 195.

### Nemzetközi játékvezetés
A Lengyel labdarúgó-szövetség Játékvezető Bizottsága (JB) terjesztette fel nemzetközi játékvezetőnek, a Nemzetközi Labdarúgó-szövetség (FIFA) 1994-től tartotta nyilván bírói keretében. Több nemzetek közötti válogatott és klubmérkőzést vezetett. FIFA JB besorolás szerint 2002-től első kategóriás bíró. A lengyel nemzetközi játékvezetők rangsorában, a világbajnokság-Európa-bajnokság sorrendjében többedmagával a 2. helyet foglalja el 9 találkozó szolgálatával. Az aktív nemzetközi játékvezetéstől 2008-ban búcsúzott. Válogatott mérkőzéseinek száma: 20.

#### Világbajnokság

##### U17-es labdarúgó-világbajnokság
Egyiptom rendezte a 7., az 1997-es U17-es labdarúgó-világbajnokságot, ahol a FIFA JB hivatalnokkánt alkalmazta.
| Időpont              | Helyszín                   | Mérkőzés típusa              | Mérkőzés           | Eredmény | Nézők száma |
| -------------------- | -------------------------- | ---------------------------- | ------------------ | -------- | ----------- |
| 1997. szeptember 6.  | Városi Stadion, Ismaília   | selejtező (B. csoport)       | Új-Zéland–Mali     | 0 : 4    | 9 000       |
| 1997. szeptember 10. | Városi Stadion, Ismaília   | csoportmérkőzés (A. csoport) | Thaiföld–Chile     | 2 : 6    | 2 500       |
| 1997. szeptember 14. | Városi Stadion, Alexandria | egyik negyeddöntő            | Brazília–Argentína | 2 : 0    | 20 000      |

---
A világbajnoki döntőhöz vezető úton Franciaországba a XVI., az 1998-as labdarúgó-világbajnokságra és Dél-Koreába, Japánba a XVII., a 2002-es labdarúgó-világbajnokságra valamint Németországba a XVIII., a 2006-os labdarúgó-világbajnokságra a FIFA JB bíróként alkalmazta.

##### 1998-as labdarúgó-világbajnokság

###### Selejtező mérkőzés
| Időpont           | Helyszín               | Mérkőzés típusa           | Mérkőzés                      | Eredmény | Nézők száma |
| ----------------- | ---------------------- | ------------------------- | ----------------------------- | -------- | ----------- |
| 1997. október 11. | Molinón Stadion, Gijón | előselejtező (7. csoport) | Spanyolország–Feröer-szigetek | 3 : 1    | 25 000      |

##### 2002-es labdarúgó-világbajnokság

###### Selejtező mérkőzés
| Időpont         | Helyszín                | Mérkőzés típusa           | Mérkőzés        | Eredmény | Nézők száma |
| --------------- | ----------------------- | ------------------------- | --------------- | -------- | ----------- |
| 2001. június 6. | St.Jakob Stadion, Bázel | előselejtező (7. csoport) | Svájc–Szlovénia | 0 : 1    | 26 000      |

##### 2006-os labdarúgó-világbajnokság

###### Selejtező mérkőzés
| Időpont           | Helyszín                      | Mérkőzés típusa           | Mérkőzés                | Eredmény | Nézők száma |
| ----------------- | ----------------------------- | ------------------------- | ----------------------- | -------- | ----------- |
| 2004. október 13. | Köztársasági Stadion, Jereván | előselejtező (7. csoport) | Örményország–Csehország | 0 : 3    | 3 205       |

#### Európa-bajnokság
Az európai-labdarúgó torna döntőjéhez vezető úton Belgiumba és Hollandiába a XI., a 2000-es labdarúgó-Európa-bajnokságra, Portugáliába a XII., a 2004-es labdarúgó-Európa-bajnokságra illetve Ausztriába és Svájcba a XIII., a 2008-as labdarúgó-Európa-bajnokságra az UEFA JB játékvezetőként foglalkoztatta.

##### 2000-es labdarúgó-Európa-bajnokság

###### Selejtező mérkőzés
| Időpont             | Helyszín                            | Mérkőzés típusa           | Mérkőzés                | Eredmény | Nézők száma |
| ------------------- | ----------------------------------- | ------------------------- | ----------------------- | -------- | ----------- |
| 1999. március 26.   | Afonso Henriques Stadion, Guimarães | előselejtező (7. csoport) | Portugália–Azerbajdzsán | 7 : 0    | 14 650      |
| 1999. szeptember 4. | Žalgiris Stadion, Vilnius           | előselejtező (4. csoport) | Litvánia–Csehország     | 0 : 4    | 3 000       |

##### 2004-es labdarúgó-Európa-bajnokság

###### Selejtező mérkőzés
| Időpont             | Helyszín                    | Mérkőzés típusa           | Mérkőzés                           | Eredmény | Nézők száma |
| ------------------- | --------------------------- | ------------------------- | ---------------------------------- | -------- | ----------- |
| 2002. szeptember 7. | Svangaskard Stadion, Toftir | előselejtező (7. csoport) | Feröer-szigetek–Skócia             | 2 : 2    | 4 000       |
| 2003. február 12.   | Gradski Stadion, Podgorica  | előselejtező (4. csoport) | Szerbia és Montenegró–Azerbajdzsán | 2 : 2    | 8 000       |

##### 2008-as labdarúgó-Európa-bajnokság

###### Selejtező mérkőzés
| Időpont           | Helyszín                    | Mérkőzés típusa           | Mérkőzés       | Eredmény | Nézők száma |
| ----------------- | --------------------------- | ------------------------- | -------------- | -------- | ----------- |
| 2006. október 11. | Millennium Stadion, Cardiff | előselejtező (7. csoport) | Wales–Ciprus   | 3 : 1    | 20 500      |
| 2007. június 2.   | Ulleval Stadion, Oslo       | előselejtező (4. csoport) | Norvégia–Málta | 4 : 0    | 16 364      |

---

##### U21-es labdarúgó-Európa-bajnokság
Svájc rendezte a 13., a 2002-es U21-es labdarúgó-Európa-bajnokságot, ahol az UEFA JB bíróként foglalkoztatta.
| Időpont         | Helyszín                      | Mérkőzés típusa              | Mérkőzés            | Eredmény |
| --------------- | ----------------------------- | ---------------------------- | ------------------- | -------- |
| 2002. május 16. | Olimpiai Stadion, Lausanne    | csoportmérkőzés (B. csoport) | Görögország–Belgium | 1 : 2    |
| 2002. május 22. | St. Jakob-Park Stadion, Bázel | csoportmérkőzés (A. csoport) | Svájc–Olaszország   | 0 : 0    |

#### Nemzetközi kupamérkőzések

##### UEFA-bajnokok ligája
| Időpont              | Helyszín                    | Mérkőzés típusa        | Mérkőzés                   | Eredmény |
| -------------------- | --------------------------- | ---------------------- | -------------------------- | -------- |
| 1999. szeptember 30. | Üllői úti Stadion, Budapest | első kör (2. mérkőzés) | Ferencvárosi TC–FK Teplice | 1 : 1    |

## Szakmai sikerek
2010-ben a nemzetközi játékvezetés hírnevének erősítése, hazájában 10 éve a legmagasabb Ligában (osztályban) folyamatosan tevékenykedő, eredményes pályafutása elismeréseként, a FIFA JB felterjesztésére az 1965-ben alapított International Referee Special Award címmel és oklevéllel tüntette ki.

## Magyar vonatkozás
| Időpont            | Helyszín                | Mérkőzés típusa          | Mérkőzés           | Eredmény | Nézők száma |
| ------------------ | ----------------------- | ------------------------ | ------------------ | -------- | ----------- |
| 1997. augusztus 6. | Bányász Stadion, Siófok | 713. válogatott mérkőzés | Magyarország–Málta | 3 : 0    | 5 646       |